# Coupe du Liechtenstein de football 2017-2018
Navigation
Édition précédente Édition suivante
La coupe du Liechtenstein 2017-2018 de football est la 73e édition de la Coupe nationale de football, la seule compétition nationale du pays en l'absence de championnat. Le vainqueur de la compétition se qualifie pour le premier tour préliminaire de la Ligue Europa 2018-2019. Elle débute le 22 août 2017 et se conclut le 2 mai 2018, jour de la finale disputée au Rheinpark Stadion de Vaduz. Les sept équipes premières du pays ainsi que plusieurs équipes réserves de ces clubs, soit seize équipes au total, s'affrontent dans des tours à élimination directe.
Pour la sixième année consécutive, le FC Vaduz remporte la compétition. Le club s'impose en finale cette saison face au Football Club Balzers sur le score de trois buts à zéro. Ce succès lui permet de participer au premier tour de la Ligue Europa la saison suivante.

## Premier tour
Le premier tour concerne les équipes réserves ainsi que les clubs du FC Triesenberg et du FC Triesen.
| Date         | Équipe 1          | Résultat | Équipe 2             |
| ------------ | ----------------- | -------- | -------------------- |
| 22 août 2017 | FC Schaan Azzurri | 0 - 11   | FC Triesenberg       |
| 22 août 2017 | FC Ruggell II     | 1 - 6    | FC Triesen           |
| 22 août 2017 | FC Triesenberg II | 1 - 2    | USV Eschen/Mauren II |
| 23 août 2017 | FC Schaan III     | 0 - 2    | FC Balzers II        |

## Deuxième tour
Le deuxième tour voit l'entrée en lice du FC Schaan, du FC Balzers III, de l'USV Eschen/Mauren III et du FC Triesen II.
| Date              | Équipe 1              | Résultat | Équipe 2       |
| ----------------- | --------------------- | -------- | -------------- |
| 19 septembre 2017 | USV Eschen/Mauren II  | 2 - 0    | FC Balzers II  |
| 20 septembre 2017 | FC Balzers III        | 5 - 6 ap | FC Schaan      |
| 20 septembre 2017 | USV Eschen/Mauren III | 4 - 2    | FC Triesen II  |
| 4 octobre 2017    | FC Triesen            | 1 - 5    | FC Triesenberg |

## Quarts de finale
Les quatre meilleures équipes du pays (FC Vaduz, FC Balzers, USV Eschen/Mauren et FC Ruggell) entrent en lice en quarts de finale.
| Date            | Équipe 1              | Résultat | Équipe 2          |
| --------------- | --------------------- | -------- | ----------------- |
| 24 octobre 2017 | FC Ruggell            | 1 - 3    | FC Balzers        |
| 24 octobre 2017 | USV Eschen/Mauren II  | 0 - 9    | FC Vaduz          |
| 25 octobre 2017 | USV Eschen/Mauren III | 3 - 1    | FC Triesenberg    |
| 25 octobre 2017 | FC Schaan             | 1 - 5    | USV Eschen/Mauren |

## Demi-finales
| Date          | Équipe 1              | Résultat | Équipe 2   |
| ------------- | --------------------- | -------- | ---------- |
| 10 avril 2018 | USV Eschen/Mauren     | 0 - 2    | FC Vaduz   |
| 11 avril 2018 | USV Eschen/Mauren III | 1 - 6    | FC Balzers |

## Finale
| 2 mai 2018 | FC Vaduz                                | 3 - 0 | FC Balzers | Rheinpark Stadion, Vaduz                    |                                             |
| 18:30      | Göppel 33e · Mathys 44e · Burgmeier 90e |       |            | Spectateurs : 675 Arbitrage : Nikolaj Hänni | Spectateurs : 675 Arbitrage : Nikolaj Hänni |
| 18:30      | (Rapport)                               |       |            | Spectateurs : 675 Arbitrage : Nikolaj Hänni | Spectateurs : 675 Arbitrage : Nikolaj Hänni |

- Le FC Vaduz se qualifie pour la Ligue Europa 2018-2019.